# Ферровіарія (футбольний клуб)
«Ферровіарія» (порт. Ferroviária) — бразильський футбольний клуб, який базується в місті Араракуара, штат Сан-Паулу. Заснований 12 квітня 1950 року.